# Jean-Charles Cavaillé
Jean-Charles Cavaillé (Dellys, Algèria, 1930) és un polític francès. Ha estat conseller general del cantó de Pontivy de 1976 a 2004, i president del Consell General de Morbihan de 1998 a 2004. A les eleccions legislatives franceses de 1978 fou elegit diputat del Reagrupament per la República per la tercera circumscripció d'Ar Mor-Bihan, càrrec que va ocupar fins al 2002. Des de 1986 a 2002 ha estat membre de la Comissió d'Afers Culturals, Familiars i Socials de l'Assemblea Nacional Francesa.